# Urbanistica di Grosseto
L'urbanistica di Grosseto riguarda la conformazione urbana del comune e le trasformazioni che hanno interessato il capoluogo maremmano sul piano architettonico e antropico nelle diverse epoche storiche, dall'epoca alto-medievale al XXI secolo.
Con un'estensione territoriale di 473,5 km² Grosseto è il più vasto comune toscano e il nono comune italiano. Nonostante la città sia storicamente situata a pochi chilometri dal mar Tirreno, al centro della piana alluvionale del fiume Ombrone, il territorio comunale si estende fino alle propaggini collinari di monte Leoni a nord-ovest e fino al Parco naturale della Maremma e i monti dell'Uccellina a sud. All'interno di un territorio così vasto troviamo pertanto molte tipologie urbanistiche differenti, che dalla città compatta lasciano il passo alle zone industriali, alle località di periferia, alla campagna urbanizzata fino a vere e proprie frazioni e parchi naturali.

## Quartieri

### Centro

#### Centro storico
Il centro storico di Grosseto è completamente racchiuso entro una cinta muraria fortificata che, a livello urbanistico, lo isola quasi completamente rispetto al resto della città, fatta eccezione per l'area di Porta Nuova dove nel corso dell'Ottocento fu demolita la porta cittadina, riempito il terrapieno del fossato e abbattuto un piccolo tratto di cortina muraria. Il centro storico contemporaneo è il risultato della ricostruzione cinquecentesca delle mura, durante la quale assunsero un perimetro maggiore che allargò la superficie del centro cittadino rispetto al tessuto urbano medievale; tuttavia, la realizzazione delle mura medicee comportò l'abbattimento di molti edifici di epoca medievale, tra cui anche alcuni complessi religiosi, che sorgevano al di fuori del preesistente centro cittadino lungo il perimetro dove poi è sorta la cinta muraria bastionata di forma esagonale. Nonostante l'ampliamento di epoca rinascimentale, il centro storico di Grosseto risulta di dimensioni piuttosto raccolte e contenute che consentono di poterlo visitare facilmente, grazie anche alla pedonalizzazione totale di molte strade. L'area compresa entro il perimetro murario contava 1 457 abitanti nel 2015.

#### Sobborghi extra-murari
I sobborghi che si trovano nelle immediate vicinanze del centro storico, all'esterno delle mura medicee, sono i primi insediamenti sorti al di fuori del perimetro murario: il sobborgo di Portanuova a nord, borgo Tripoli a nord-est e Portavecchia a sud furono i primi a nascere, sulla fine del XIX secolo, per poi svilupparsi incessantemente a partire dagli anni venti del secolo successivo. Un sobborgo più piccolo, borgo Corsica, è invece stato edificato nel corso degli anni trenta tra la nuova porta Corsica, aperta nel 1933, e il tracciato della ferrovia a sud-ovest del centro storico. Da segnalare la peculiarità artistica del sobborgo di Portanuova, arricchito di palazzi, ville e palazzine in stile liberty.

#### Sobborghi semi-centrali
Alberino
La zona dell'Alberino si trova a est del centro storico e lambisce l'argine destro del fiume Ombrone. L'Alberino è diventata una zona urbana dopo l'espansione della città a est e la costruzione dell'area residenziale IACP tra viale Mascagni e via Leoncavallo. Negli anni novanta, dopo la costruzione dell'area PEEP Fosso dei Molini, è stato ultimata l'urbanizzazione della zona, e nel 2007 è stato inaugurato il parco urbano del fiume Ombrone, area verde di circa 10 ettari che ospita circa 750 piante e arbusti, una pista di pattinaggio, una piazza e percorsi ciclabili di 2 km. Nel sobborgo si trovano alcune fattorie che sono state inglobate nel tessuto urbano cittadino, come la fattoria Saracina, il podere Campini e il podere Vigna Fanucci.
Crespi
La zona dei Crespi si trova lungo l'Aurelia sud e porta questa denominazione dalla presenza della storica fattoria Crespi. Al momento è una zona periferica situata al confine con il perimetro urbano, ma dai primi anni duemila è in corso un processo di lottizzazione che porterà la costruzione di nuove abitazioni e quindi un'espansione. Nel 2006 è stato realizzato il complesso residenziale Il Glicine, oltre che al restauro dei complessi architettonici della fattoria Crespi.
Pace
Prende il nome di Pace il sobborgo semi-centrale della città che si sviluppa tra il viale della Pace e il viale Europa, a sud del canale diversivo, nato al termine della seconda guerra mondiale. Qui si trovano la basilica del Sacro Cuore e le cosiddette "Case del Fosso" costruite negli ultimi anni quaranta dopo l'interramento del fosso Beveraggio nell'area appartenuta alla fattoria delle Sinitraie che venne demolita. L'area meridionale della zona consiste in un reticolo di vie intitolate alle regioni italiane ed è per questo conosciuta come zona "Regioni".
Villaggio Europa
Il Villaggio Europa si trova nell'area compresa tra viale Europa e viale Monterosa. Tra il 1971 e il 1979 venne edificata una lottizzazione IACP composta da quattordici edifici, che avrebbe dovuto dare una nuova fisionomia a una zona non regolata da piani urbanistici e che sarebbe dovuto diventare una sorta di nuovo centro direzionale: qui nel 1982 venne infatti edificato il palazzo della Procura della Repubblica. Nei pressi del villaggio era già presente una delle prime aree artigianali di Grosseto risalente al dopoguerra, che nel corso degli anni duemila è stata progressivamente convertita in zona residenziale; ciò ha comportato nel 2012 la demolizione dello storico complesso architettonico del Foro Boario, costruito nel 1957.
Villaggio Curiel
Il Villaggio Curiel è un villaggio di edilizia popolare situato nell'area tra via Lago di Varano, la via Senese e il fosso del canale Diversivo. Fu costruito negli anni trenta del Novecento e inizialmente intitolato al gerarca fascista Costanzo Ciano, tanto da essere chiamato Villaggio Ciano, in un'area allora periferica della città a poco più di un chilometro dal centro, che doveva servire a dare un alloggio al proletariato dell'epoca. Nel 1945, il nome fu cambiato, come in uso in tutta Italia alla caduta del fascismo e la fine della guerra, e sostituito con quello del partigiano Eugenio Curiel. Tra il 2007 e il 2012 sono state realizzate nuove abitazioni che hanno permesso a questa zona un'ulteriore espansione.

### Quartieri urbani
Barbanella
Il quartiere Barbanella comprende la zona nord-occidentale della città e ha origine della storica fattoria acquistata dal barone Bettino Ricasoli nel 1855. Nel corso del Novecento, grazie all'incremento demografico di Grosseto e il processo di urbanizzazione della città, il quartiere si sviluppò come agglomerato indipendente oltre il tracciato della ferrovia, per poi essere unito all'area urbana cittadina nel secondo dopoguerra. L'intervento più significativo si ebbe negli anni cinquanta, con la costruzione del quartiere INA-Casa su progetto degli architetti Ilo Dati, Franco Mazzucchi ed Egisto Pierotti. Il quartiere comprende numerose zone che conservano una propria fisionomia dovuta alla propria differente origine: la zona di San Giuseppe, primo nucleo sorto oltre la ferrovia negli anni trenta del Novecento; il Villaggio Azzurro, nato per ospitare le residenze dei militari dell'Aeronautica; il Verde Maremma, area residenziale sviluppatasi nel decennio dal 1975 al 1985, la cui espansione è poi continuata negli anni novanta fino alla costruzione del complesso residenziale Le Gemme terminato nel 2006; e le più recenti zone del Tiro a Segno e del Vignaccio, che hanno urbanizzato a partire dagli anni novanta due aree occupate rispettivamente dalla palestra di tiro a segno nazionale e della fattoria del Vignaccio.
Gorarella
Il quartiere Gorarella si estende nel settore sud-occidentale della città, dove sorgeva in passato la tenuta di Vincenzo Ricasoli. Si tratta di un ampio quartiere a vocazione principalmente residenziale, regolato da un attento disegno urbanistico iniziato negli anni sessanta con la realizzazione della zona 167 Sud a opera dell'architetto Luigi Piccinato. Oltre agli edifici residenziali, intorno al polmone verde costituito dal parco urbano di via Giotto si trovano anche i maggiori impianti sportivi di Grosseto, come lo stadio di baseball Roberto Jannella, lo stadio di baseball Simone Scarpelli, il campo di cricket Massimo Falsetti e lo stadio di calcio Carlo Zecchini. Oltre all'area urbana consolidata, sono due le principali aree di espansione ai limiti della città: la zona del Casalone, in direzione di Principina a Mare sulla strada della Trappola, caratterizzata dalla presenza dell'omonimo ippodromo; e la zona di San Giovanni, che deve il suo nome alla presenza dell'ex chiesa di San Giovanni, caratterizzata da una serie di lottizzazioni nate a carattere sparso come l'Oliveto, il Villaggio Kennedy e il PEEP di Villa Pizzetti.
Sugherella
Il quartiere Sugherella comprende la zona nord-orientale della città, oltre il tracciato del canale diversivo, e deve il suo nome alla storica fattoria della Sugherella di età settecentesca. Prevista dal piano regolatore di Luigi Piccinato del 1971, tra il 1979 e il 1985 venne edificata la zona 167 Nord, prima opera di urbanizzazione a essere realizzata a nord del canale diversivo, che venne interrato e trasformato in parco. Qui si trovano inoltre il maggiore ospedale della città, aree commerciali, le chiese parrocchiali della Santa Famiglia e di Teresa di Calcutta, la sede di un reggimento Savoia Cavalleria e l'ex Parco materiali artiglieria del Ministero della difesa. Il quartiere è impropriamente noto anche come "quartiere Pace", poiché presso la 167 Nord in via Unione Sovietica ha avuto sede dal 1977 al 2011 la circoscrizione Pace (dal viale della Pace, che segnava il confine con la circoscrizione Centro).
San Martino
San Martino è situato al limite est del perimetro urbano di Grosseto, in direzione di Istia d'Ombrone e Scansano. Piccolo distretto industriale sulle rive dell'Ombrone, qui si trovano una centrale idroelettrica e la storica fornace San Martino, oltre che la diga della Steccaia ideata da Vittorio Fossombroni nel 1830 e ricostruita nel 1879, e il complesso monumentale del ponte Tura. Da sempre considerato come località abitata del comune di Grosseto, nel 2012 è divenuto quartiere della città dopo lo spostamento del perimetro urbano lungo la strada provinciale Scansanese prima dell'agglomerato di Casalecci.

## Frazioni
| Frazioni           | Abitanti (2015) |
| ------------------ | --------------- |
| Alberese           | 1 145           |
| Batignano          | 784             |
| Braccagni          | 1 513           |
| Istia d'Ombrone    | 2 249           |
| Marina di Grosseto | 2 850           |
| Montepescali       | 258             |
| Principina a Mare  | 207             |
| Principina Terra   | 688             |
| Rispescia          | 1 126           |
| Roselle            | 3 015           |

## Località e centri rurali
| Località                  | Abitanti (2015) |
| ------------------------- | --------------- |
| Acquisti                  | 83              |
| Barbaruta                 | 337             |
| Bottegone                 | 1               |
| Casotto dei Pescatori     | 279             |
| Casalecci                 | 446             |
| Cernaia                   | 60              |
| Fattoria Sterpeto         | 75              |
| Grancia                   | 30              |
| Il Cristo                 | 39              |
| Il Terzo                  | 2               |
| Madonnino                 | 7               |
| Marrucheto                | 197             |
| Nomadelfia                | 327             |
| Ottava Zona               | 695             |
| Posto Raccolta Quadrupedi | 33              |
| Pianetto                  | 115             |
| Poggetti Nuovi            | 5               |
| Poggiale                  | 107             |
| Pollino                   | 95              |
| Querciolo                 | 62              |
| Rugginosa                 | 210             |
| Rugginosa Nuova           | 90              |
| San Lorenzo               | 58              |
| Spergolaia                | 6               |
| Squadre Basse             | 3               |
| Squartapaglia             | 89              |
| Trappola                  | 121             |
| Vallerotana               | 179             |
| Versegge                  | 145             |

## Ex circoscrizioni

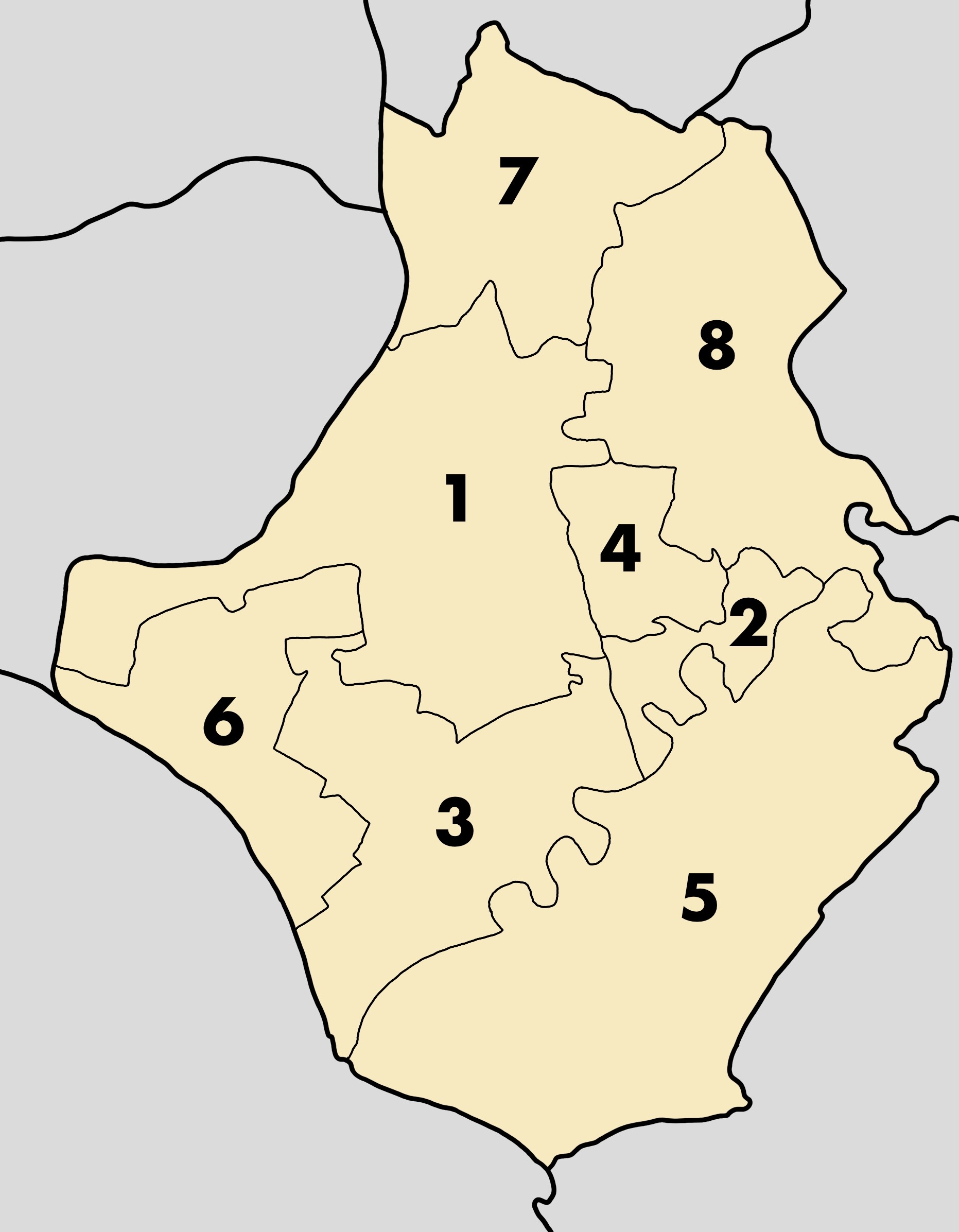
Mappa delle ex circoscrizioni di Grosseto

Il comune di Grosseto è stato suddiviso amministrativamente in otto circoscrizioni dal 1977 al 2011.
| Circoscrizione                           | Abitanti (2010) |
| ---------------------------------------- | --------------- |
| Circoscrizione 1 Barbanella              | 15 268          |
| Circoscrizione 2 Centro                  | 16 379          |
| Circoscrizione 3 Gorarella               | 11 530          |
| Circoscrizione 4 Pace                    | 24 127          |
| Circoscrizione 5 Alberese-Rispescia      | 2 865           |
| Circoscrizione 6 Marina                  | 3 638           |
| Circoscrizione 7 Braccagni-Montepescali  | 2 194           |
| Circoscrizione 8 Istia-Batignano-Roselle | 5 918           |
| Totale comune                            | 81 919          |

## Aree geografiche
- Lago Bernardo
- Lago Boccio
- Monte Leoni
- Monti dell'Uccellina
- Padule della Trappola
- Parco Naturale della Maremma
- Pineta del Tombolo
- Pineta Granducale
- Poggio di Moscona
- Valle dell'Ombrone